# Space Shot (parcs Walibi)
Pour l’article homonyme, voir Space Shot.
Space Shot  (également appelé Space Shoot et Totem) est le nom de trois tours de chute construites dans les parcs d'attractions Walibi. Il s'agit de modèles de série manufacturés par S&S Worldwide. Cette entreprise américaine nomme ce modèle Space Shot car la nacelle est éjectée verticalement vers le haut.

## Histoire et description

Animation du mouvement de l'attraction

1998 est une année charnière pour les parcs Walibi. L'acquisition du groupe Walibi est annoncée officiellement en décembre 1997 et est clôturée le 24 mars 1998 peu après l'introduction de Premier Parks à la New York Stock Exchange. La société Premier Parks rachète l'intégralité du groupe Walibi,. En 2000, la société se rebaptise Six Flags.
Durant l'intersaison 1997–1998, le public assiste cette année-là au dernier plan d'investissements de l'équipe d'Eddy Meeùs, fondateur de Walibi. En 1998, le groupe Walibi inaugure quatre tours de chute dans quatre des cinq Walibi. À Walibi Wavre, il s'agit de Dalton Terror du constructeur Intamin. Les trois autres exemplaires partageant les mêmes caractéristiques proviennent de S&S Worldwide et sont construits à Walibi Flevo, Walibi Rhône-Alpes et Walibi Schtroumpf.
Il est à noter que Bellewaerde, qui appartient au même groupe, reçoit sa tour de chute en 1999 : Screaming Eagle. De plus, Walibi Sud-Ouest dans le Lot-et-Garonne inaugure en 2019 une tour de chute nommée Dark Tower des mêmes modèle et constructeur que Screaming Eagle.
Le modèle Space Shot possède une nacelle mobile dotée de quatre faces sur laquelle sont installés douze sièges. Cette nacelle est fixée sur une tour extérieure, tandis qu'une tour intérieure contient un piston. Tout un jeu de câbles et de poulies relie la nacelle au piston. Le système électronique, les câbles, les tuyaux et quelques pistons se situent entre la tour intérieure et la tour extérieure. L’attraction utilise de l'air comprimé pour propulser en trois seconde et à une vitesse de 65 km/h les passagers en haut de la tour ; s’ensuivent quelques rebonds avant de revenir sur la plateforme au sol.
- Dimensions au sol : 2,28 m x 2,28 m
- Capacité horaire : 480 personnes/heure
- Capacité : 12 personnes dans une nacelle à 4 faces composées de 3 sièges.
- Force G : 4 g à l'ascension, -1 lors de la chute[5].

## Walibi Holland

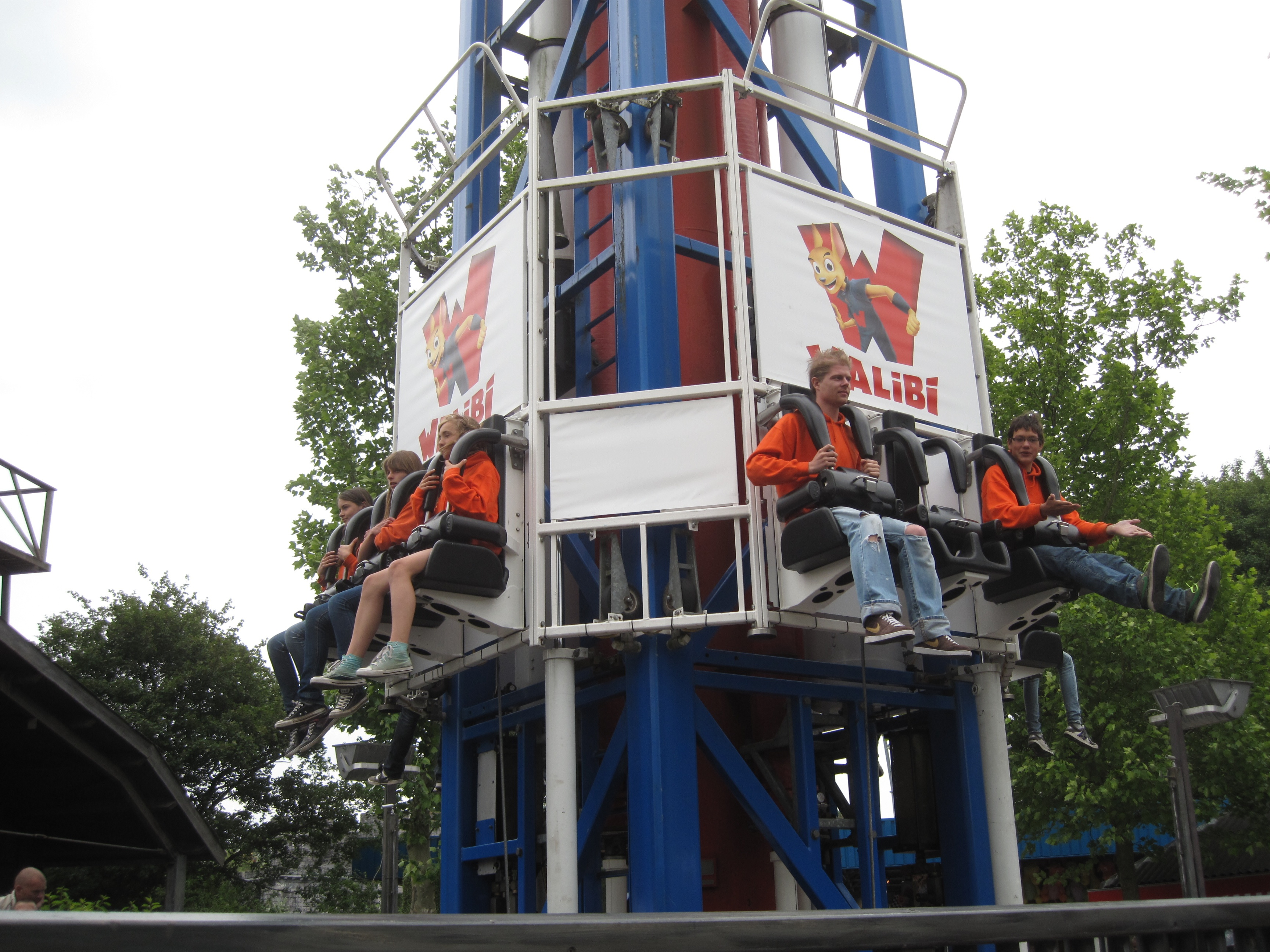
Space Shot à Walibi Holland, 2011

À Walibi Flevo, deux nouvelles attractions prennent place dans le quartier Fantasy of Flight inauguré en 1998.
La première est l'enterprise nommée G–Force, elle provient de Walibi Schtroumpf où elle était en fonction de 1989 à 1997 sous le nom de Reaktor. À celle-ci s'ajoute la nouveauté Space Shot, une tour de chute de type Space Shot,.
La fréquentation du parc néerlandais reste stable malgré ces nouveautés. En 1997, Walibi Flevo accueille déjà 450 000 visiteurs. 
Une augmentation sera observée après la diffusion de la série d'infotainment Polderpret en automne 1998. Elle se chiffre à 200 000 visiteurs supplémentaires pour atteindre le nombre de 659 851 en 1999,,. La zone où sont implantées ces attractions est renommée Speed Zone en 2000. Le parc se nomme Walibi Holland depuis 2011.
En février 2020, l'attraction est dotée de nouvelles couleurs. La combinaison bleue et rouge est modifiée en gris et rouge pour coïncider avec la refonte du quartier Speed Zone. Le thème de ce dernier est dorénavant dédié à la vitesse et au monde de l'automobile. Les attractions voisines sont aussi adaptées esthétiquement à cette thématique, imaginée par la société Leisure Expert Group. La décoration de Space Shot comprend des barils à ses pieds, une voiture argentée surplombe le fronton rouge remplaçant un pilote d'avion factice accroché au fronton au motif de damier rouge et blanc,. Des bruits de course automobile sont diffusés durant le lancement de la nacelle.
L'attraction est dotée d'une file d'attente single rider et il est possible d'utiliser le coupe-file vendu par le parc pour Space Shot.

## Walibi Rhône-Alpes
Avec un thème amérindien, le Totem infernal ouvre à Walibi Rhône-Alpes. L'attraction a un effet positif sur la fréquentation du parc isérois. En effet, celui-ci accueille 383 559 visiteurs en 1997 et ils sont 401 688 à visiter le parc l'année suivante. 
Le 9 avril 2011, l'attraction est rebaptisée SkunX Tower. Elle perd sa décoration et son thème amérindien qui est remplacé par un style urbain et hard rock. Quelques effets sont alors ajoutés tels lumière, musique et fumée. En 2019, l'attraction est rebaptisée Totem et son thème s'adapte aux montagnes russes Mystic inaugurées la même année. Voisine de celles-ci et d'une zone marécageuse décorative, la tour de chute est agrémentée de poteaux de bois pointus avec de mystérieuses poupées vaudou.

## Walygator Grand Est

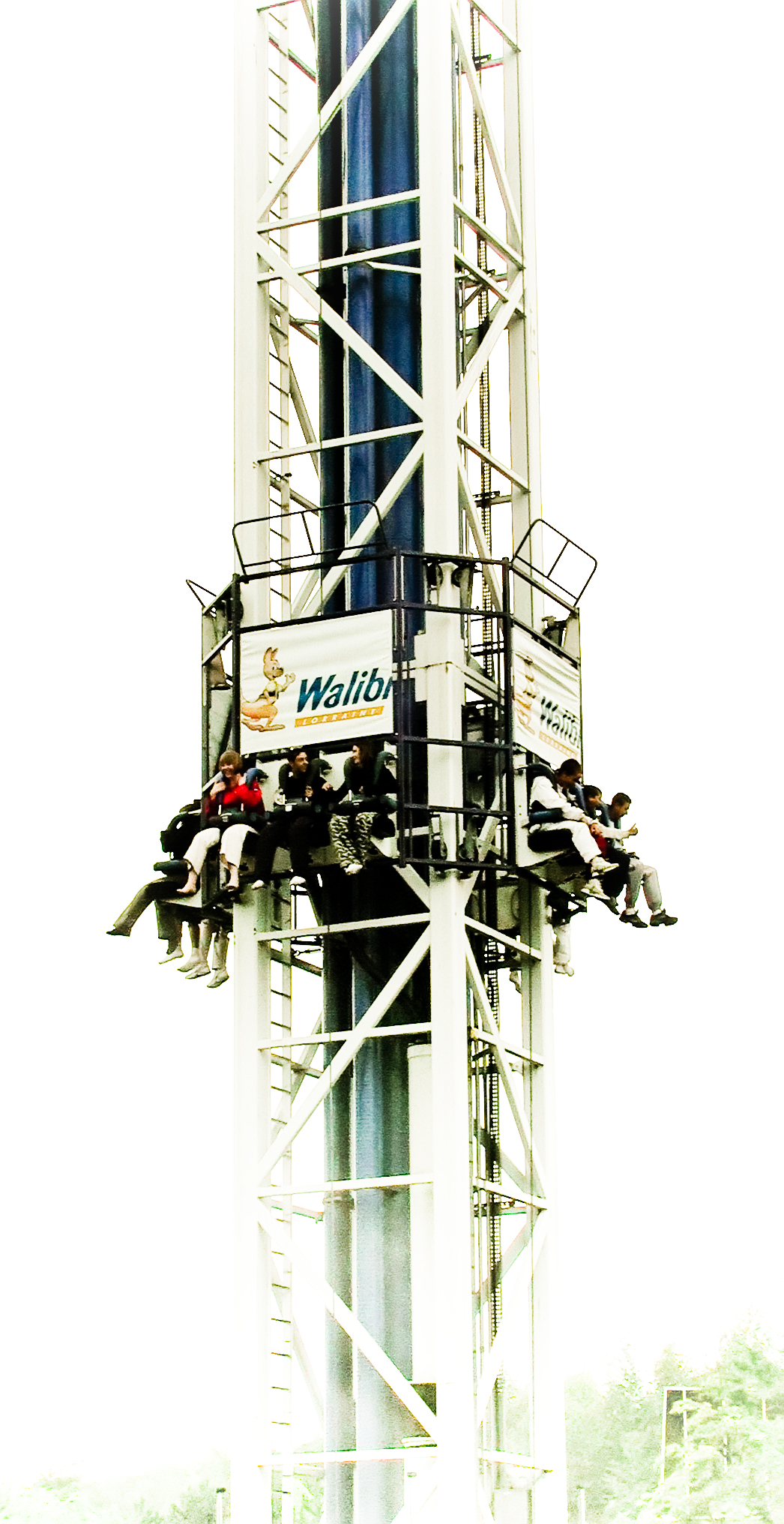
Space Shot à Walibi Lorraine, 2004

En Moselle, l'emplacement de la tour était occupé de 1989 à 1997 par Reaktor avant l'installation en 1997 de la Vengeance de Gargamel dans le parc alors appelé Walibi Schtroumpf.
L'ancienne file d'attente est conservée et alors décorée sur la thématique des Schtroumpfs dans l'espace. Avec le sorcier Gargamel comme emblème, la Vengeance de Gargamel ouvre en Lorraine avec des tons noir et gris, représentant un investissement de 12 millions de francs. Elle est la dernière attraction à recevoir la thématique Schtroumpfs. Deux statues de grande taille de Gargamel et Azraël sont installées à proximité de la tour et une statue du personnage bleu trône en son sommet. Une grande représentation de Gargamel tourne dans le lac adjacent jusqu'en 2001.
L'attraction a un effet positif sur la fréquentation. En effet, le parc accueille 365 000 visiteurs en 1997. 400 000 visiteurs visiteurs passent les portes du parc en 1998, 512 000 visiteurs en 1999 et Walibi Schtroumpf connaît une constance en 2000,.
Avec de nouvelles couleurs grises, l'attraction est renommée Space Shot en 2003 à la suite de l'abandon de la licence sur Les Schtroumpfs dans le parc, puis Dark Tower en 2007. Cette même année, le jaune devient la couleur attitrée de la tour et le site est rebaptisé Walygator Parc, après avoir été nommé Walibi Lorraine. L'attraction est hors-service de 2010 à 2012 par suite d'un manque d'entretien.
La direction qui prend la tête du parc en 2013 engage le constructeur S&S Worldwide pour la réparation de l'attraction et rénove visuellement celle-ci en peignant la file d'attente en blanc et gris. L'année suivante, l'attraction est renommée Space Shoot. La file d'attente est alors à nouveau repeinte.